# Campionato europeo maschile under 20 di pallavolo 1998
Il campionato europeo juniores di pallavolo maschile 1998 si è svolto dal 4 al 12 settembre 1998 a Brno e Tišnov, in Repubblica Ceca. Al torneo hanno partecipato 12 squadre nazionali europee e la vittoria finale è andata per la seconda volta alla Russia.

## Qualificazioni
Hanno partecipato al campionato europeo juniores la nazionale del paese ospitante, le prime tre squadre classificate al campionato europeo juniores 1996 e otto squadre provenienti dai gironi di qualificazioni.

## Regolamento
Le dodici sono state divise in due gironi: al termine della prima fase, le prime due classificate di ogni girone hanno acceduto alle semifinali per il primo posto, la terza e la quarta classificata di ogni girone hanno acceduto alle semifinali per il quinto posto, mentre le ultime classificate di ogni girone hanno acceduto alle semifinali per il nono posto.

## Gironi
| Girone A                                                   | Girone B                                         |
| ---------------------------------------------------------- | ------------------------------------------------ |
| Bielorussia Bulgaria Germania Jugoslavia Polonia Rep. Ceca | Francia Grecia Italia Lettonia Portogallo Russia |

## Fase finale - Brno

### Finali 1º e 3º posto
|  | Semifinali | Semifinali | Semifinali |        |         | Finale 1º/2º posto | Finale 1º/2º posto | Finale 1º/2º posto |  |
|  |            |            |            |        |         |                    |                    |                    |  |
|  | Francia    | Francia    | 3          |        |         |                    |                    |                    |  |
|  | Francia    | Francia    | 3          |        |         |                    |                    |                    |  |
|  | Rep. Ceca  | Rep. Ceca  | 2          |        |         |                    |                    |                    |  |
|  | Rep. Ceca  | Rep. Ceca  | 2          |        | Francia | Francia            | 0                  |                    |  |
|  |            |            |            |        | Francia | Francia            | 0                  |                    |  |
|  |            |            | Russia     | Russia | 3       |                    |                    |                    |  |
|  | Polonia    | Polonia    | Russia     | Russia | 3       | 1                  |                    |                    |  |
|  | Polonia    | Polonia    |            |        |         | 1                  |                    |                    |  |
|  | Russia     | Russia     | 3          |        |         | Finale 3º/4º posto | Finale 3º/4º posto | Finale 3º/4º posto |  |
|  | Russia     | Russia     | 3          |        |         |                    |                    |                    |  |
|  |            |            |            |        |         |                    |                    |                    |  |
|  |            |            |            |        |         | Rep. Ceca          | Rep. Ceca          | 3                  |  |
|  |            |            |            |        |         | Rep. Ceca          | Rep. Ceca          | 3                  |  |
|  |            |            |            |        |         | Polonia            | Polonia            | 2                  |  |

### Finali 5º e 7º posto
|  | Semifinali | Semifinali | Semifinali |        |            | Finale 5º/6º posto | Finale 5º/6º posto | Finale 5º/6º posto |  |
|  |            |            |            |        |            |                    |                    |                    |  |
|  | Jugoslavia | Jugoslavia | 3          |        |            |                    |                    |                    |  |
|  | Jugoslavia | Jugoslavia | 3          |        |            |                    |                    |                    |  |
|  | Grecia     | Grecia     | 0          |        |            |                    |                    |                    |  |
|  | Grecia     | Grecia     | 0          |        | Jugoslavia | Jugoslavia         | 3                  |                    |  |
|  |            |            |            |        | Jugoslavia | Jugoslavia         | 3                  |                    |  |
|  |            |            | Italia     | Italia | 1          |                    |                    |                    |  |
|  | Italia     | Italia     | Italia     | Italia | 1          | 3                  |                    |                    |  |
|  | Italia     | Italia     |            |        |            | 3                  |                    |                    |  |
|  | Germania   | Germania   | 0          |        |            | Finale 7º/8º posto | Finale 7º/8º posto | Finale 7º/8º posto |  |
|  | Germania   | Germania   | 0          |        |            |                    |                    |                    |  |
|  |            |            |            |        |            |                    |                    |                    |  |
|  |            |            |            |        |            | Grecia             | Grecia             | 3                  |  |
|  |            |            |            |        |            | Grecia             | Grecia             | 3                  |  |
|  |            |            |            |        |            | Germania           | Germania           | 1                  |  |

### Finali 9º e 11º posto
|  | Semifinali  | Semifinali  | Semifinali  |             |          | Finale 9º/10º posto  | Finale 9º/10º posto  | Finale 9º/10º posto  |  |
|  |             |             |             |             |          |                      |                      |                      |  |
|  | Bulgaria    | Bulgaria    | 3           |             |          |                      |                      |                      |  |
|  | Bulgaria    | Bulgaria    | 3           |             |          |                      |                      |                      |  |
|  | Portogallo  | Portogallo  | 2           |             |          |                      |                      |                      |  |
|  | Portogallo  | Portogallo  | 2           |             | Bulgaria | Bulgaria             | 3                    |                      |  |
|  |             |             |             |             | Bulgaria | Bulgaria             | 3                    |                      |  |
|  |             |             | Bielorussia | Bielorussia | 1        |                      |                      |                      |  |
|  | Lettonia    | Lettonia    | Bielorussia | Bielorussia | 1        | 0                    |                      |                      |  |
|  | Lettonia    | Lettonia    |             |             |          | 0                    |                      |                      |  |
|  | Bielorussia | Bielorussia | 3           |             |          | Finale 11º/12º posto | Finale 11º/12º posto | Finale 11º/12º posto |  |
|  | Bielorussia | Bielorussia | 3           |             |          |                      |                      |                      |  |
|  |             |             |             |             |          |                      |                      |                      |  |
|  |             |             |             |             |          | Portogallo           | Portogallo           | 0                    |  |
|  |             |             |             |             |          | Portogallo           | Portogallo           | 0                    |  |
|  |             |             |             |             |          | Lettonia             | Lettonia             | 3                    |  |

## Classifica finale
| Classifica | Squadre     | Qualificazione                   |
| ---------- | ----------- | -------------------------------- |
|            | Russia      | Campionato europeo juniores 2000 |
|            | Francia     | Campionato europeo juniores 2000 |
|            | Rep. Ceca   | Campionato europeo juniores 2000 |
| 4          | Polonia     |                                  |
| 5          | Jugoslavia  |                                  |
| 6          | Italia      |                                  |
| 7          | Grecia      |                                  |
| 8          | Germania    |                                  |
| 9          | Bulgaria    |                                  |
| 10         | Bielorussia |                                  |
| 11         | Lettonia    |                                  |
| 12         | Portogallo  |                                  |